# 神户学院女子短期大学
神户学院女子短期大学（日语：／ Kobe Gakuin Joshi Tanki Daigaku *）是过去一所位于日本兵库县神户市长田区的私立短期大学。

## 概要

### 简介
- 学校最早可以追溯到1912年[1][2]。短期大学为于1952年开办[2]、由学校法人神户学院经营、招生到2004年[3]、停办于2006年。

### 历史
- 1952年 神户森女子短期大学成立并同时设置一个学科即家政科（第二部）[2]。
- 1954年 两个专攻成立于专科、以下列举[2]。
  - 家政科
    - 第一部：改编为家政科于1976年[3]。
    - 第二部：招生到1974年、停办于1976年[3]。

  - 文艺科：招生到2003年、停办于2005年。
- 1966年 改校名为神户学院女子短期大学[3]。
- 1994年 国际教养科成立[3]。
- 2004年 招生最后（除文艺科以外）、次年停止招生（正式停办于2006年9月12日[3]）。

## 学校环境
- 校区：在了兵库县神户市长田区
  - 第一校园：在了林山町
  - 第二校园：在了西山町

## 历任校长
- 山西登志得：第一代短期大学校长[2]。

## 组织

### 学科
- 家政科
  - 第一部[注 1]
  - 第二部[注 2]
- 文艺科[注 3]
- 国际教养科

### 专科
| - 没有 |

### 业余课程
| - 没有 |

## 相关链接
- 日本短期大学列表